# Георги Икономов (Дупница)
 Тази статия е за просветният деец от Дупница.  За други значения вижте Георги Икономов.  
Георги Янакиев Икономов или Економович, известен като Дупничанин, е български просветен деец и книжовник от Българското възраждане.

## Биография
Роден е на 12 октомври 1822 година в град Дупница, тогава в Османската империя. Той е син на поп Янаки, иконом на самоковската митрополия в Дупница. Големият му брат Михаил Икономов (1812 – 1906) е гавазин на йерусалимския патриарх, а по-късно учител в Ресен, а по-малкият Христо Икономов е свещеник в църквата „Покров Богородичен“ в Дупница през 1870-те години. Георги Икономов получава основно образование в родния си град, учи в Пловдив около 1840 година, в гръцкото училище в Арнауткьой, Цариград между 1841 – 1843 година. След това става учител в родния си град (1845 – 1846, 1862 – 1863), в Карлово (1846 – 1848), Сопот (1849 – 1851), Самоков (1856 – 1857), Велес (1857 – 1861) и в българското мъжко училище в Прилеп (за учебната 1864/1865.) През юни 1865 година замества починалия прилепски учител Васил Алексиев, за да изкара учебната 1864/1865 година след покана от май месец в същата 1865 година от Прилепската българска община, но поради влошено здраве и преждевременната му смърт в същата година, учителства само в тази учебна година.
Участва активно в борбата за българска църковна независимост. По негова инициатива през 1858 година за първи път във Велес тържествено се отбелязва празникът на светите братя Кирил и Методий, който се превръща в неизменна гражданска традиция.. Сътрудничи на възрожденската преса и особено на вестник „България“ (1860). Икономов е автор на няколко книги, от които особено популярна става „Кратко землеописание“ (1856). В духа на традицията той издава и „Краткий най-новий писмовник“ (1856), който е с компилативно съдържание.
Умира през 1865 или 1867 година от туберкулоза в Дупница.